# Política de Escocia
La política de Escocia forma una parte distintiva de la amplia política del Reino Unido.
Constitucionalmente, El Reino Unido es de jure un Estado unitario con un parlamento y gobierno soberano. Sin embargo, bajo un sistema de devolución (o de autonomía), aprobado a finales del decenio de 1990 tres de los cuatro países del Reino Unido --Escocia, Gales e Irlanda del Norte-- votaron por un gobierno autónomo limitado, sometidos a la soberanía permanente del Parlamento Británico en el Westminster. Cabe recordar que el Parlamento Escocés no es de jure soberano. Sin embargo, se cree poco probable que cualquier parlamento del Reino Unido pueda tratar de abolir unilateralmente el parlamento y al gobierno descentralizado, sin consultar previamente a la población a través de un referéndum.
El jefe de estado en Escocia es el monarca británico, actualmente Carlos III (desde 2022).

## La Corona
Dado que Escocia es uno de los países constituyentes del Reino Unido, el jefe de estado escocés es el monarca británico, es decir, el rey Carlos III del Reino Unido desde su coronación en 2022. 

## Reino Unido
Constitucionalmente, el Reino Unido es un Estado unitario con un Parlamento y un Gobierno soberanos. Tras la descentralización de poderes aprobada en referéndum en 1997, Escocia goza de un autogobierno limitado: el Parlamento Británico sigue conservando la capacidad de reformar, cambiar, ampliar o abolir el sistema de gobierno escocés a voluntad, por lo que puede considerarse que el Parlamento escocés no es realmente soberano.

## Parlamento
El poder ejecutivo del Reino Unido recae en lo que jurídicamente se denomina Queen-in-Council ("La reina y sus consejeros"), mientras que el poder legislativo lo ostenta el Queen-in Parliament ("La reina y el Parlamento"). En la práctica política, el poder ejecutivo lo ostenta el Gobierno del Reino Unido, con el primer ministro a la cabeza, y el legislativo, el Parlamento del Reino Unido. Bajo el régimen de la descentralización de poderes, ciertas áreas del legislativo y el ejecutivo han sido transferidas al Gobierno de Escocia y al Parlamento de Escocia, en Holyrood (Edimburgo). El Parlamento del Reino Unido, por su parte, mantiene su poder sobre los impuestos, seguridad social, ejército, relaciones internacionales, medios de comunicación y otras áreas explícitamente indicadas en la Scotland Act de 1998 como «materias reservadas».
El Parlamento escocés tiene autoridad legislativa para todas aquellas áreas relacionadas con Escocia, incluso para variar levemente los impuestos, aunque nunca ha ejercido dicho poder. También puede remitir asuntos relacionados con las competencias devueltas al Parlamento británico, para ser consideradas en el conjunto de la legislación del Reino Unido. En determinados asuntos, la legislación escocesa ha optado por soluciones distintas a las adoptadas en el conjunto del estado: por ejemplo, la educación universitaria y los cuidados para ancianos son gratuitos para los residentes de Escocia y comunitarios europeos, mientras que en el resto de Reino Unido se deben pagar unas tasas por los mismos servicios. Escocia fue también el primer país del Reino Unido en prohibir el tabaco en espacios públicos.

Reparto de escaños en el Parlamento Escocés después de las últimas elecciones de 2016.
SNP
Laboristas
Liberal Demócratas
Conservadores
Partido Verde Escocés

El Parlamento escocés es unicameral, y está compuesto por 129 miembros, 73 de los cuales representan a un distrito electoral o constituency, y son elegidos por el sistema de escrutinio uninominal mayoritario, los restantes 56 miembros son elegidos en solo ocho distritos electorales, mediante el sistema de representación proporcional; los cargos electos tienen una duración de cuatro años. Tras la elección del Parlamento, este propone a uno de sus miembros para ser nombrado ministro principal de Escocia (First Minister of Scotland o Prìomh Mhinistear na h-Alba) por la reina. El resto de los ministros también son propuestos por el Parlamento y aprobados por la reina, y forman, junto con el ministro principal de Escocia, el Gobierno de Escocia, es decir, el poder ejecutivo escocés.
En las elecciones al Parlamento escocés de 2011, el Partido Nacional Escocés (Scottish National Party o SNP) obtuvo la mayoría absoluta, a diferencia de las elecciones de 2007 donde el SNP obtuvo la mayoría simple liderando en un Gobierno en minoría. El líder del Partido Nacional Escocés, Alex Salmond, fue elegido nuevamente como Ministro Principal de Escocia, conservando el cargo luego de obtenerlo en las elecciones de 2007. En 2014 Salmond fue sustituido por Nicola Sturgeon. En las elecciones al Parlamento escocés de 2016, el Partido Nacional Escocés (Scottish National Party o SNP) perdió la mayoría absoluta, aunque logró liderar un Gobierno en minoría. La líder del Partido Nacional Escocés, Nicola Sturgeon fue elegida de nuevo Ministra Principal de Escocia.
Otros partidos representados en el Parlamento escocés son los laboristas con 24 escaños, el Partido Conservador con 37 escaños, los conservadores 31, y el Partido Liberal Demócrata con 5 escaños. El Partido Verde Escocés, codirigido por Patrick Harvie, Lorna Slater, tienen a su haber 7 asientos.
Escocia tiene además representación en la Cámara de los Comunes del Reino Unido, con 59 representantes elegidos en función de los distritos electorales escoceses. La Scotland Office u "Oficina de Escocia", dirigida por el Secretario de Estado de Escocia, es el departamento del Gobierno Británico dedicado a tratar los asuntos relacionados con Escocia. Desde mayo de 2019, el cargo de Secretario de Estado para Escocia lo ocupa Alister Jack.

## Divisiones administrativas

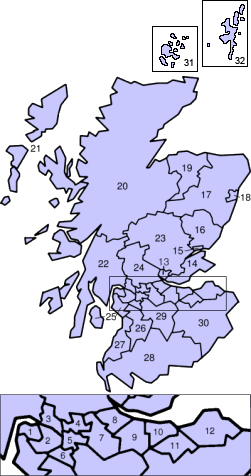
Mapa de Escocia con la división en 32 concejos.

Las divisiones históricas de Escocia son muy variadas, e incluyen los condados, ducados, burghs (ciudades independientes con representación en el Parlamento de Escocia) y parroquias. En 1975 se puso en funcionamiento una división en regiones y distritos que sin embargo fue abolida en 1996. Desde entonces, a efectos administrativos Escocia está dividida en 32 council áreas o "concejos", administradas por una autoridad unitaria responsable de todos los servicios locales. Los Community councils ("concejos comunitarios"), por su parte, son organizaciones informales que representan a determinadas subdivisiones dentro del concejo.
Existen otras subdivisiones distintas de Escocia para distintos fines. Así, hasta el 1 de abril de 2013, los sistemas de bomberos y de policía todavía se basaban en la división en regiones introducida en 1975. Para el sistema sanitario, para los distritos postales así como para otras organizaciones gubernamentales y no gubernamentales, se mantienen subdivisiones geográficas diversas de larga tradición.
El estatus de ciudad en el Reino Unido viene determinado por una patente real. Hay siete ciudades en Escocia: Aberdeen, Dundee, Edimburgo, Glasgow, Inverness, Stirling y Perth.

## Independencia
Dado que Escocia estaba país independiente, un gran debate en la política de Escocia es la pregunta de la independencia. El gobierno escocia, que es dirigido para el SNP, quiere que Escocia gane independencia. Pero el gobierno británico, tiene el poder constitucional sobre la unión entre Inglaterra y Escocia, no quiere eso. 
Los que apoyan la separación, llamados los nacionalistas, dicen que el unión británico no ofrece a los escoceses un buen trato y que el parlamento escocés debería tener poder ilimitado. Y lo que es más, una Escocia independiente podría reunirse con el Unión Europea, algo que apoyó el público escocés en 2016. Pero los opositores, los unionistas, dicen que la independencia haría el comercio difícil entre Escocia y el resto de Gran Bretaña. Escocia exporta mucho más a Inglaterra y Gales que a otros países.
Había un referéndum sobre la independencia en 2014, que era perdido para los nacionalistas escoceses. Sin embargo, a la luz del brexit, los nacionalistas solicitan al gobierno británico un nuevo referéndum.

## Situación actual
| Year     | Laborista        | Conservador      | Liberal Demócratas | Partido Nacional Escocés |
| -------- | ---------------- | ---------------- | ------------------ | ------------------------ |
| 2019     | 1 Escaño 18,6%   | 6 Escaños 25,1%  | 4 Escaños 9,5%     | 48 Escaños 45,0%         |
| 2017     | 7 Escaños 27,1%  | 13 Escaños 28,6% | 4 Escaños 6,8%     | 35 Escaños 36,9%         |
| 2015     | 1 Escaño 24,3%   | 1 Escaño 14,9%   | 1 Escaño 7,5%      | 50 Escaños 49,97%        |
| 2010     | 41 Escaños 42,0% | 1 Escaño 16,7%   | 11 Escaños 18,9%   | 6 Escaños 19,9%          |
| 2005     | 41 Escaños 39.5% | 1 Escaño 15.8%   | 11 Escaños 22.6%   | 6 Escaños 17.7%          |
| 2001     | 56 Escaños 43.9% | 1 Escaño 15.6%   | 10 Escaños 16.4%   | 5 Escaños 20.1%          |
| 1997     | 56 Escaños 41.0% | 0 Escaños 17.5%  | 10 Escaños 13.0%   | 6 Escaños 22.0%          |
| 1992     | 49 Escaños 34.4% | 11 Escaños 25.7% | 9 Escaños 13.1%    | 3 Escaños 21.5%          |
| 1987     | 50 Escaños 38.7% | 10 Escaños 24.0% | 9 Escaños 19.3%    | 3 Escaños 14.0%          |
| 1983     | 40 Escaños 33.2% | 21 Escaños 28.4% | 8 Escaños 24.5%    | 2 Escaños 11.8%          |
| 1979     | 44 Escaños 38.6% | 22 Escaños 31.4% | 3 Escaños 9.0%     | 2 Escaños 17.3%          |
| Oct 1974 | 41 Escaños 33.1% | 16 Escaños 24.7% | 3 Escaños 8.3%     | 11 Escaños 30.4%         |
| Feb 1974 | 40 Escaños 34.6% | 21 Escaños 32.9% | 3 Escaños 7.9%     | 7 Escaños 21.9%          |
| 1970     | 44 Escaños 31.8% | 23 Escaños 38.0% | 3 Escaños 5.5%     | 1 Escaño 11.4%           |
| 1966     | 46 Escaños 47.7% | 20 Escaños 37.6% | 5 Escaños 6.7%     | 0 Escaños 5.0%           |
| 1964     | 43 Escaños 46.9% | 24 Escaños 37.3% | 4 Escaños 7.6%     | 0 Escaños 2.4%           |
| 1959     | 38 Escaños 46.7% | 31 Escaños 47.3% | 1 Escaño 4.8%      | 0 Escaños 0.8%           |
| 1955     | 34 Escaños 46.7% | 36 Escaños 50.1% | 1 Escaño 1.9%      | 0 Escaños 0.5%           |
| 1951     | 35 Escaños 48.0% | 35 Escaños 48.6% | 1 Escaño 2.8%      | 0 Escaños 0.3%           |

El mayor partido es el Partido Nacional Escocés (en inglés: Scottish National Party; SNP), que hace campaña por la independencia de Escocia. La actual Primera Ministra es Nicola Sturgeon del SNP, sucesora de Alex Salmond. Antes de la elección del 2007, Jack McConnell, del Partido Laborista fue Primer Ministro, cuyo gobierno se constituyó en una coalición de base con los demócratas liberales. Otros partidos representados en el Parlamento son el Partido Conservador y Unionista y el Partido Verde Escocés.

## Ministros Principales
- Donald Dewar (1999–2000)
- Henry McLeish (2000–2001)
- Jack McConnell (2002–2007)
- Alex Salmond (2008–2014)
- Nicola Sturgeon (2015-presente)

### Vices Ministros Principales de Escocia
- David Steel (1999–2003)
- George Reid (2003–2007)
- Alex Fergusson (2007–2011)
- Tricia Marwick (2011-2016)
- Ken Macintosh (2016-2021)
- Alison Johnstone (2021-presente)